# マーモットさん
マーモットさん（中国語: 一隻土撥鼠、英語: MrMarmot。チャンネル名を直訳すると「一匹のグラウンドホッグ」）は、中国・上海出身で、現在はアメリカ・ロサンゼルス在住のYouTuberおよびフルタイムのゲームアート制作者である。彼のチャンネルでは、個人的な経験や社会的な出来事をテーマにしたコンテンツが投稿されており、代表作には『小粉紅の一生』(小粉紅的一生)や『中国が世界を解放したら…サイバー反逆者2077』(當中國解放了全世界⋯⋯賽博反賊2077)などがある。また、彼は動物をモチーフにしたVTuberとしてのアバターを持ち、時折それを使って動画の制作やライブ配信も行っている。
初期の動画の説明によると、中国で政府を公然と批判したことで、ソーシャルメディアのアカウントが複数回凍結されたという。その後、中国共産党による検閲を避けるため、留学を機に中国を離れ、アメリカの地方にある大学に進学した。

## 作品

### 小粉紅の一生
『小粉紅の一生』は、YouTuberマーモットさんが2023年10月28日に投稿した動画で、台湾の動画『山道猴子の一生』を模して制作された。若い小粉紅（ウォジャック）の悲劇的な人生を描いており、中国国内の失業や官民癒着といった問題を無視し続けた末に、現実の厳しさにより不幸に陥る様子を描いている。
動画冒頭では、ウォジャックが失業により餓死した市民のニュースを見て、それを当事者が努力しなかったせいにした。しかしその後、自身も給与カットや解雇に遭い、そして、自分と友達が失業の苦境に直面していることに気づき。それでも彼は中国経済の安定を信じ、そして問題をアメリカのせいにする。続いて、購入した国産スマートフォンに不具合が生じ、ネットで相談した際にネットいじめに遭い、店からも不当な扱いを受ける。にもかかわらず、ウォジャックはなおも「自分のスマホはApple製品より優れている」と主張する。
最終的にウォジャックは低賃金の工場で働くが、工場主が資金を持ち逃げし、労働者たちは賃金を得られず抗議活動を起こす。彼も抗議に加わるが、公安によって弾圧され、入院治療を受ける。動画の終盤では、ウォジャックが悪徳企業を告発するが、その直後ネットいじめに遭ってアカウントが凍結され、最終的に飢餓で死亡する。この事件はメディアで報道されるも、別の小粉紅に嘲笑される。動画はこの悲劇を通して、全体主義社会の制度的問題を批判し、現実と公式プロパガンダの矛盾を浮き彫りにしている。

動画の最後には、アメリカ独立宣言の一節が引用されている：
| 「 | すべての人間は平等に生まれ、創造主によって生命、自由、および幸福の追求という奪うことのできない権利を与えられている。 | 」 |

### サイバー反逆者2077
『サイバー反逆者2077』は、マーモットさんが2023年11月10日に投稿したアニメーション短編で、ゲーム『サイバーパンク2077』に着想を得ている。2077年を舞台に、中共が世界を支配した後のディストピア社会を描いており、監視社会、社会信用スコア制度、言論統制が蔓延する中、人々が仮面を被って生きる世界が広がっている。一部の者は、その体制に反抗する。この動画も台湾の『山道猴子の一生』を模しており、抑圧下で抵抗する市民たちの物語を描き、暴力的な弾圧を受ける様子が描かれる。。
主人公のウォジャック（番号8964）は発言を監視され、社会信用スコアが低下する。物語は香港の「逃亡犯条例反対運動」に取材しており、抗争と弾圧のプロセスを描いている。動画の最後では、特殊警察が良心に目覚め、被害者に謝罪し、全体主義の終焉を暗示する。この作品は、全体主義国家の支配構造を風刺し、香港の抗議者たちに敬意を表している。

動画の最後には、魯迅の小説『華蓋集』からの一節が引用されている：
| 「 | 勇者は怒り、強者に刃を向ける。臆病者は怒り、弱者に刃を向ける。 | 」 |